# Liste der Monuments historiques in Mairy-sur-Marne
Die Liste der Monuments historiques in Mairy-sur-Marne führt die Monuments historiques in der französischen Gemeinde Mairy-sur-Marne auf.

## Liste der Immobilien
| Bezeichnung                | Beschreibung                                                | Standort                | Kennzeichnung | Schutzstatus | Datum | Bild           |
| -------------------------- | ----------------------------------------------------------- | ----------------------- | ------------- | ------------ | ----- | -------------- |
| Château de Mairy-sur-Marne | aus dem 15. und 17. Jahrhundert; mit Teilen der Ausstattung | Rue Saint-Michel (Lage) | PA00078735    | Inscrit      | 1977  | weitere Bilder |

## Liste der Objekte
| Bezeichnung               | Beschreibung                          | Standort                      | Kennzeichnung | Schutzstatus | Datum | Bild |
| ------------------------- | ------------------------------------- | ----------------------------- | ------------- | ------------ | ----- | ---- |
| Skulptur Madonna mit Kind | Stein, 15. Jahrhundert                | in der Kirche St-Léger (Lage) | PM51002419    | Inscrit      | 1976  |      |
| Taufbecken                | Marmor, Kupferdeckel, 17. Jahrhundert | in der Kirche St-Léger (Lage) | PM51002417    | Inscrit      | 1976  |      |
| Kruzifix                  | Holz, 17. Jahrhundert                 | in der Kirche St-Léger (Lage) | PM51002418    | Inscrit      | 1976  |      |
| Kronleuchter              | Kristallglas, 18. Jahrhundert         | in der Kirche St-Léger (Lage) | PM51002998    | Inscrit      | 1980  |      |